# Trine Trulsen Vågberg
Trine Trulsen Vågberg (* 19. April 1962 in Drøbak als Trine Trulsen) ist eine norwegische Curlerin. 
Ihr internationales Debüt hatte Trulsen Vågberg bei der Curling-Europameisterschaft 1979 in Varese, sie blieb aber ohne Medaille. 1980 gewann sie bei der EM in Kopenhagen mit der Silbermedaille ihr erstes Edelmetall. 
Trulsen Vågberg spielte als Skip der norwegischen Mannschaft bei den XV. Olympischen Winterspielen 1988 in Calgary im Curling. Die Mannschaft gewann die olympische Bronzemedaille. Da Curling damals noch eine Demonstrationssportart war, besitzt die Medaille keinen offiziellen Status.

## Erfolge
- 2. Platz Weltmeisterschaft 1989
- 2. Platz Europameisterschaft 1979, 1983, 1991
- 3. Platz Olympische Winterspiele 1988 (Demonstrationswettbewerb)
- 3. Platz Weltmeisterschaft 2002
- 3. Platz Europameisterschaft 1985, 1987, 1992